# Eryngium carlinae
Eryngium carlinae är en flockblommig växtart som beskrevs av François Delaroche. Eryngium carlinae ingår i släktet martornar, och familjen flockblommiga växter. Inga underarter finns listade i Catalogue of Life.

## Bildgalleri

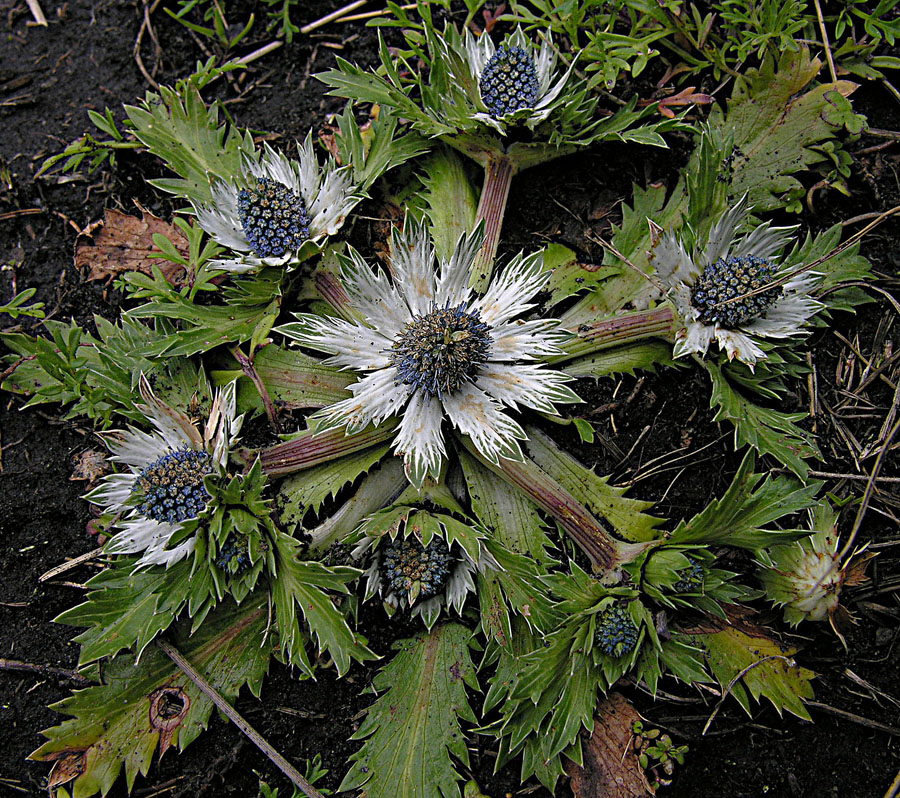